# 松帆村
松帆村（まつほむら）は、兵庫県三原郡にあった村。現在の南あわじ市松帆各町にあたる。

## 地理
- 海洋：播磨灘
- 河川：三原川、倭文川

## 歴史

### 村名の由来
近世初期から笥飯野（けいの）地区の海岸一帯が「松帆の浦」と呼ばれたことによる。

### 沿革
- 1889年（明治22年）4月1日 - 町村制の施行により、瑞井村・笥飯野村・高田村・七江村の区域をもって発足。
- 1943年（昭和18年） - 大字高田脇田組および榎列村の一部が陸軍のマルマル飛行場（秘匿名は由良飛行場）となる。終戦後に廃止・返還され農地に復帰。
- 1957年（昭和32年）7月1日 - 湊町・津井村・阿那賀村・伊加利村・志知村と合併して西淡町が発足。同日松帆村廃止。

## 交通

### 道路
現在は旧村域に神戸淡路鳴門自動車道の西淡三原インターチェンジが所在するが、当時は未開通。

## 名所・旧跡・観光スポット・祭事・催事
- 慶野松原